# USS LST-399
O USS LST-399 foi um navio de guerra norte-americano da classe LST que operou durante a Segunda Guerra Mundial.